# 너라면 좋겠어
《너라면 좋겠어》는 2010년에 KBS Drama, KBS Joy에서 방송된 차세대 CF퀸 오디션 프로그램이다. 우승자는 농심 '너구리걸' CF모델로서 1년간 활동할 수 있다.